# Martyrologium Romanum

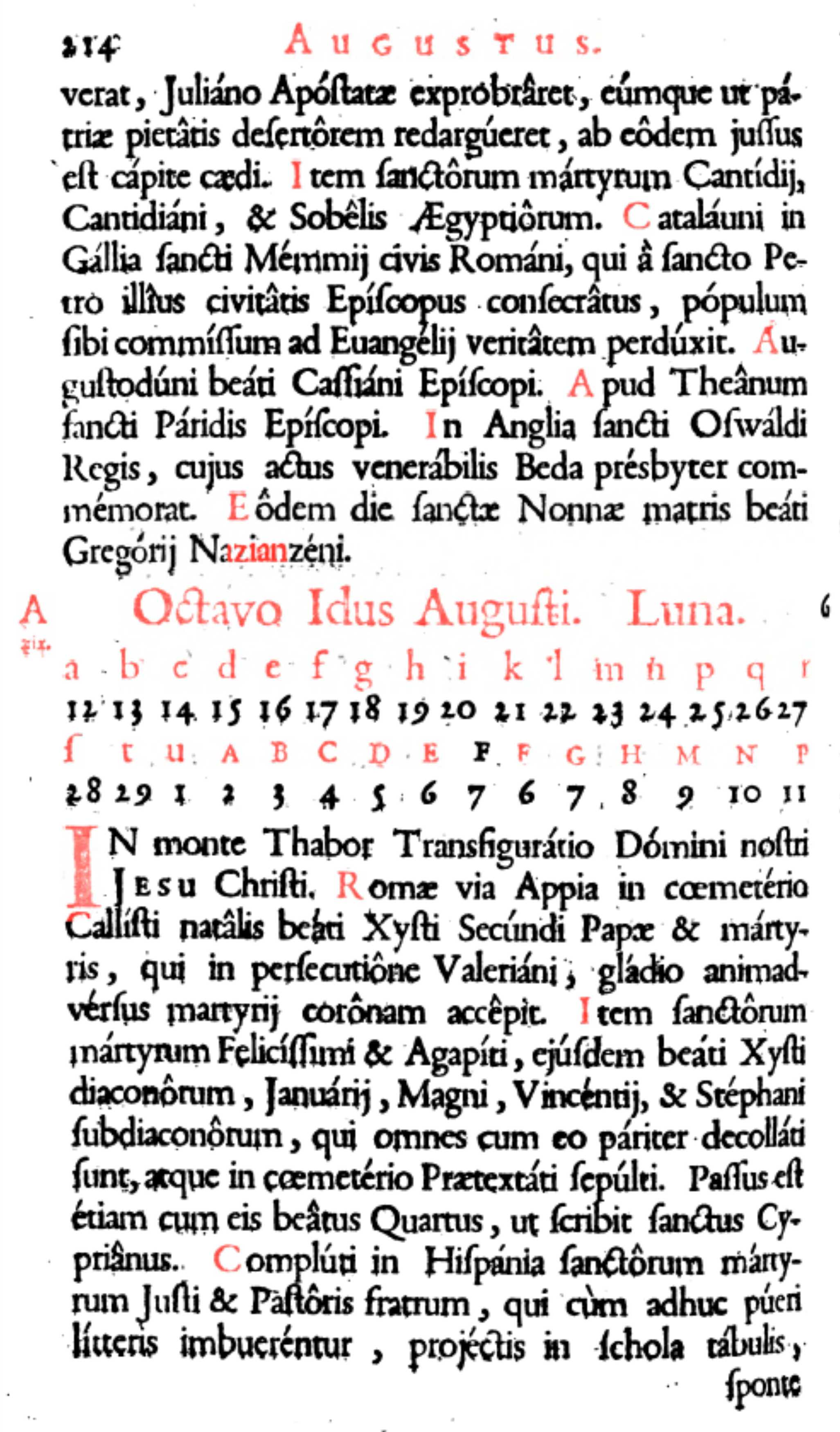
Martyrologium Romanum (wydanie z 1723): strona zawierająca elogia na 6 sierpnia. Widoczna tabela, pozwalająca określić fazę księżyca w danym dniu (rok 2025 ma literę P, stąd wiadomo, że w tym roku 6 sierpnia przypada 11. dzień miesiąca księżycowego). Poniżej kolejne elogia, poczynając od wzmianki o święcie Przemienienia Pańskiego (Transfiguratio); początki kolejnych elogiów zaznaczone czerwonymi inicjałami. Litera A na marginesie to litera niedzielna, a cyfra 6 na drugim marginesie to dzień miesiąca.

Martyrologium Romanum – katolicka księga liturgiczna obrządku rzymskiego, zawierająca spisy świętych na poszczególne dni roku.

## Powstanie księgi

### HistoriaMartyrologium Rzymskiego
Lokalne listy męczenników powstawały w pierwszych wiekach chrześcijaństwa. Ich zestawieniem było martyrologium zwane Martyrologium Hieronymianum, zwane tak od imienia świętego Hieronima, któremu tradycyjnie (choć niesłusznie) przypisywano jego autorstwo.
Najstarsza wzmianka o liturgicznym czytaniu martyrologium pochodzi z dokumentów synodu w Akwizgranie z roku 817. W IX wieku zwyczaj ten szybko się rozpowszechnia; używano wtedy zestawień wykonanych w Lyonie lub w opactwie Saint-Germain-des-Prés. Istniały też inne zestawienia. W 1586 opublikowano pierwsze wydanie rzymskie, którego redaktorem był Cezary Baroniusz. Potem publikowano kolejne wydania, między innymi wydanie typiczne w 1913. Pius XII zalecił przeprowadzenie reformy martyrologium. 
Edycję typiczną zreformowanego martyrologium wydano w 2001; zawierała ona elogia 6538 świętych i błogosławionych. Najnowszą oficjalną edycję Martyrologium Romanum wydano w 2004. 

### Różnice w najnowszych wydaniach w stosunku do wydań starszych
W zreformowanych wydaniach martyrologium wzięto pod uwagę współczesne osiągnięcia nauk przyrodniczych i historycznych. Tak na przykład uroczyste elogium Bożego Narodzenia w wydaniach z 1723 i 1913 zaczyna się słowami: Anno a creatione mundi, quando in principio Deus creavit caelum et terram, quinquies millesimo centesimo nonagesimo nono („W roku od stworzenia świata, kiedy na początku Bóg stworzył niebo i ziemię, 5199”). W wydaniu z 2004 odpowiedni fragment brzmi: Innumeris transactis saeculis a creatione mundi („Gdy minęły niezliczone wieki od stworzenia świata”). Święta Cecylia określona jest w wydaniu z 1723 jako męczennica z czasów Aleksandra Sewera, natomiast w wydaniu z 2004 data jej męczeństwa została określona jako nieznana. 

## Użycie w liturgii

### Miejsce w liturgii
W tradycyjnym obrządku rzymskim przy chórowym odmawianiu godzin kanonicznych czytanie martyrologium ma miejsce w czasie prymy, a dokładniej w czasie jej drugiej części, zwanej officium capituli (w obrządku dominikańskim ta część, zwana Pretiosa, może następować po laudesach lub po prymie). Przy odmawianiu brewiarza poza chórem czytanie martyrologium można opuścić. 
W obrządku rzymskim zreformowanym po soborze watykańskim II, w którym zniesiono prymę, martyrologium czyta się albo na zakończenie jutrzni, albo podczas innego zgromadzenia wspólnoty, podczas kapituły lub przy stole, albo nawet podczas którejś z godzin mniejszych.

### Sposób czytania
W trakcie liturgicznego czytania martyrologium czyta się pozycje (łac. elogia) przypadające na dzień następny (to znaczy na przykład 5 sierpnia odczytuje się zawartość księgi zapisaną pod dniem 6 sierpnia). Czytanie jest zorganizowane w następujący sposób: 
- Na początku czyta się lub śpiewa określenie dnia według kalendarza rzymskiego, na przykład: Octavo Idus Augusti (ósmy dzień przed idami sierpniowymi, czyli we współczesnym kalendarzu 6 sierpnia)[8].
- Następnie śpiewa się określenie fazy księżyca w danym dniu, na przykład: luna undecima (jedenasty dzień miesiąca księżycowego – faza Księżyca przypadająca 6 VIII w roku 2025). Na początku martyrologium, w rozdziale De pronuntiatione lunae („O wymawianiu [fazy] księżyca”) znajdują się specjalne tabele, pozwalające na łatwe odnalezienie fazy dla danego dnia[12].
- Potem czyta się listę elogiów na dany dzień; każde zaczyna się od miejsca śmierci, zawiera imię świętego, a często też krótkie dane biograficzne[8]. Elogia świąt ruchomych w obrządku tradycyjnym czyta się przed datą i fazą księżyca[10], a w obrządku posoborowym – po niej, a przed elogiami świąt o stałych datach[8].
- W tradycyjnym obrządku rzymskim po przeczytaniu wszystkich elogiów na dany dzień dodaje się zawsze: Et alibi aliorum plurimorum sanctorum Martyrum, et Confessorum, atque sanctarum Virginum. ℟ Deo gratias. („A w innych miejscach wielu innych świętych męczenników i wyznawców oraz świętych dziewic. ℟ Bogu niech będą dzięki.”)[10]
- Na zakończenie czytania martyrologium ma miejsce werset: ℣ Pretiosa in conspectu Domini. ℟ Mors sanctorum eius („Drogocenną jest w oczach Pana śmierć Jego czcicieli”, Ps 116,15)[8].

W starym obrządku rzymskim następnie ma miejsce dalsza część prymy. W nowym obrządku podano kilka różnych wariantów zakończenia czytania martyrologium.

## Znaczenie
We wstępie do Martyrologium Romanum znajduje się wyjaśnienie roli tej księgi liturgicznej, która wypływa stąd, iż do całości kultu chrześcijańskiego należy również kult świętych.
Znaczenie liturgicznej wzmianki o dniu miesiąca księżycowego wypływa po pierwsze stąd, że od fazy księżyca zależy data najważniejszego święta chrześcijańskiego – Wielkanocy; po drugie wyraża szczególny związek między Starym i Nowym Przymierzem (kalendarz księżycowy jest w użyciu w religii mojżeszowej); po trzecie kalendarza księżycowego używają liczne religie niechrześcijańskie na całym świecie.

## Wydanie polskie
W języku polskim istnieje wydanie z roku 1967, oparte na wydaniu rzymskim z roku 1956. Ponadto istnieją różne nieoficjalne kompilacje (martyrologia nie będące przekładem Martyrologium Romanum).